# رودخانه کاپواس
رودخانه کاپواس (به لاتین: Kapuas River) یک رود در اندونزی است که در کالیمانتان غربی واقع شده‌است. این رود با طول ۱،۱۴۳ کیلومتر (۷۱۰ مایل) طولانی ترین رود اندونزی به شمار می‌رود و یکی از طولانی ترین رودهای جزیره‌ای جهان است.